# Педро Бенітес
Педро Бенітес (ісп. Pedro Juan Benítez, нар. 23 березня 1981, Сан-Лоренсо) — парагвайський футболіст, захисник, півзахисник клубу «Серро Портеньйо».
Насамперед відомий виступами за клуби «Спортіво Лукеньйо» та «Атлетіку Мінейру», а також національну збірну Парагваю.

## Клубна кар'єра
У дорослому футболі дебютував 1998 року виступами за команду клубу «Спортіво Сан-Лоренсо», в якій провів один сезон. 
Своєю грою за цю команду привернув увагу представників тренерського штабу клубу «Спортіво Лукеньйо», до складу якого приєднався 1999 року. Відіграв за команду з Луке наступні три сезони своєї ігрової кар'єри.
Протягом 2002—2003 років захищав кольори команди клубу «Олімпія» (Асунсьйон).
2004 року уклав контракт з клубом «Серро Портеньйо», у складі якого провів наступні два роки своєї кар'єри гравця. Більшість часу, проведеного у складі «Серро Портеньйо», був основним гравцем команди. 2005 року перебував в оренді у складі донецького «Шахтаря», втім не підійшов українському клубу і, не провівши жодної офіційної гри у його складі, повернувся на батьківщину.
З 2006 по 2008 рік грав у складі команд клубів  та «Лібертад».
З 2008 року один сезон захищав кольори команди мексиканського клубу «УАНЛ Тигрес». Граючи у складі «УАНЛ Тигрес» також здебільшого виходив на поле в основному складі команди.
З 2009 року один сезон провів у Бразилії, де захищав кольори команди клубу «Атлетіку Мінейру». 
До складу клубу «Серро Портеньйо» приєднався 2010 року. Наразі встиг відіграти за команду з Асунсьйона 40 матчів в національному чемпіонаті.

## Виступи за збірні
2001 року  залучався до складу молодіжної збірної Парагваю. На молодіжному рівні зіграв у 7 офіційних матчах, забив 1 гол.
2004 року дебютував в офіційних матчах у складі національної збірної Парагваю. Наразі провів у формі головної команди країни 11 матчів.
У складі збірної був учасником розіграшу Кубка Америки 2001 року у Колумбії, розіграшу Кубка Америки 2004 року у Перу.

## Титули та досягнення
- Чемпіон Парагваю (5): 2007, 2012 А, 2014 А, 2014 К, 2016 А
- Володар Кубка Лібертадорес (1): 2002
- Переможець Рекопи Південної Америки (1): 2003
- Переможець Ліги Мінейро (1): 2010

Збірні
- Срібний олімпійський призер: 2004